# Паксиллоносные морские звёзды
Паксиллоносные морские звёзды (лат. Paxillosida) — отряд морских звёзд, сестринская группа по отношению к Asterina. Обитатели илистых и песчаных грунтов. Взрослые особи лишены ануса, лучи несут краевые пластинки и паксиллы. Амбулакральные ножки без присосок, педицеллярии сидячие. В ходе развития бипиннария развивается в молодую особь, минуя стадию брахиолярии.

## Иллюстрации

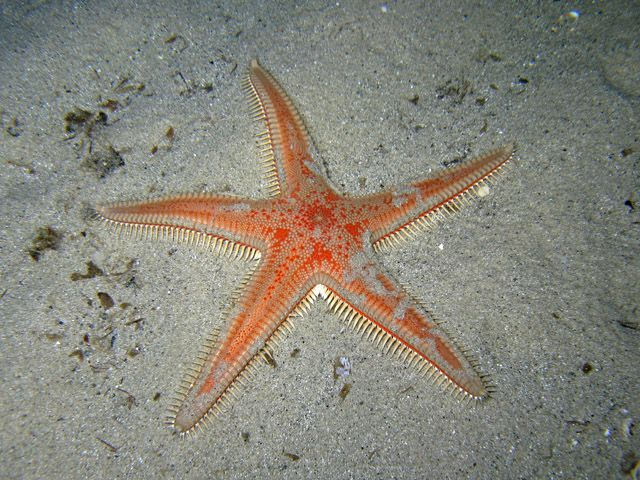
Astropecten aranciacus
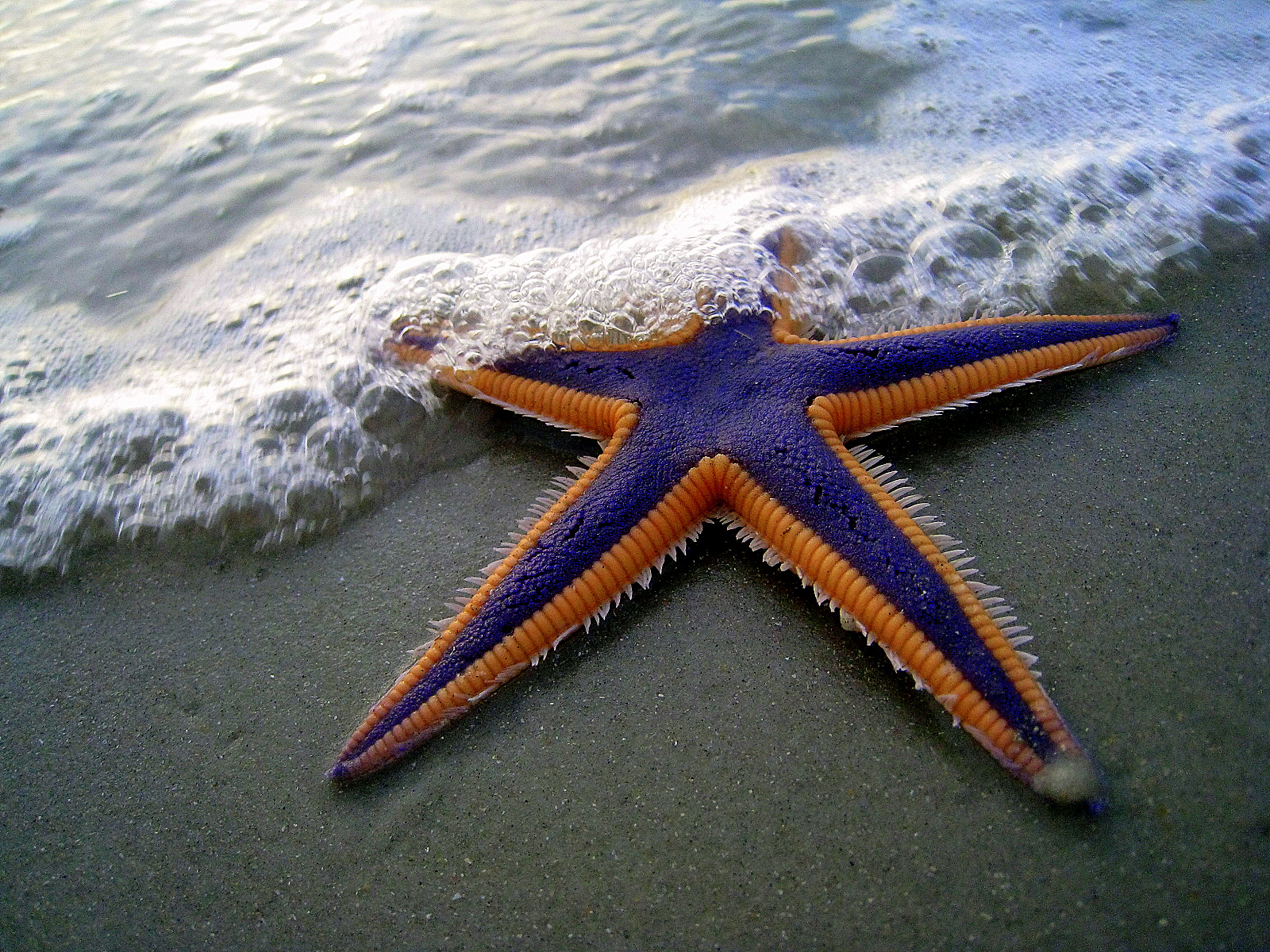
Astropecten articulatus
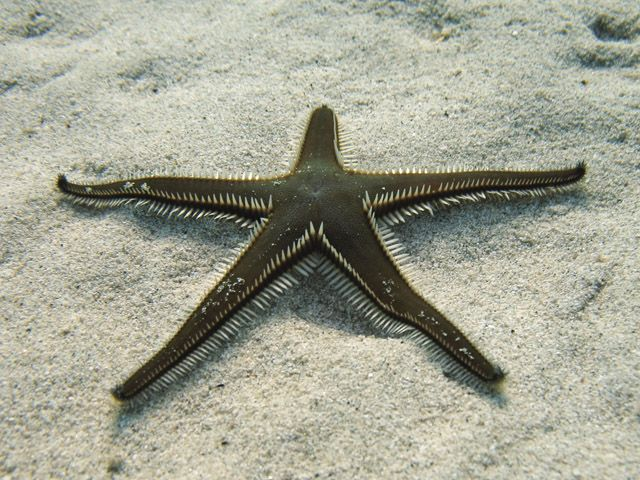
Astropecten bispinosus
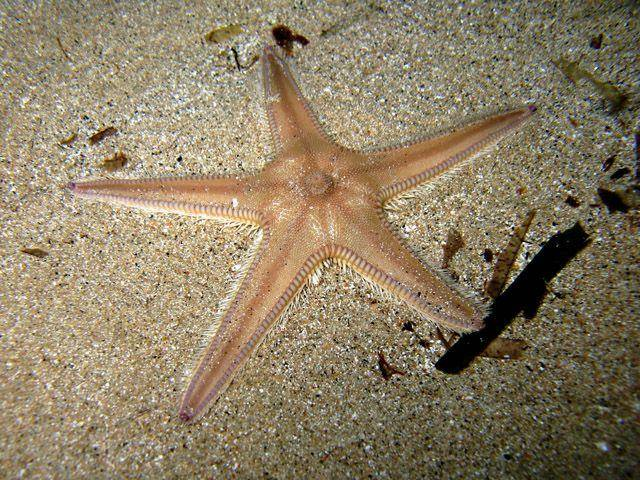
Astropecten irregularis
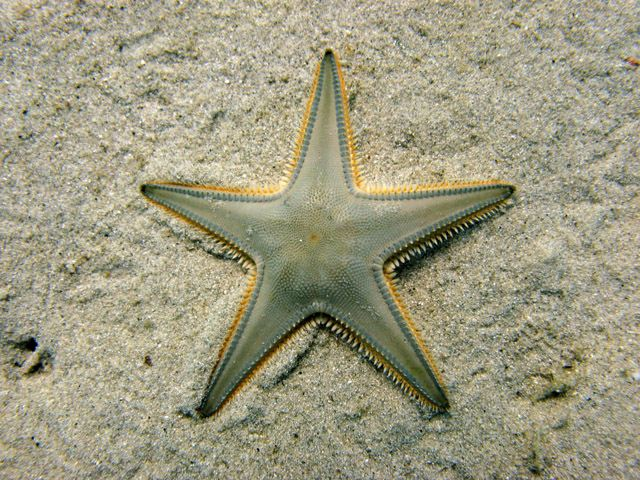
Astropecten jonstoni
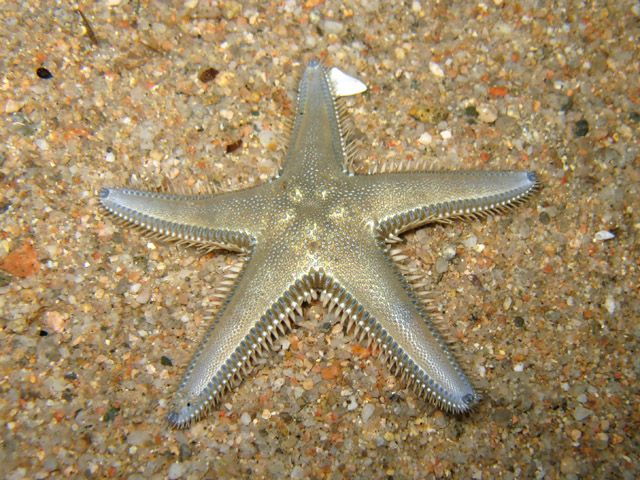
Astropecten platyacanthus
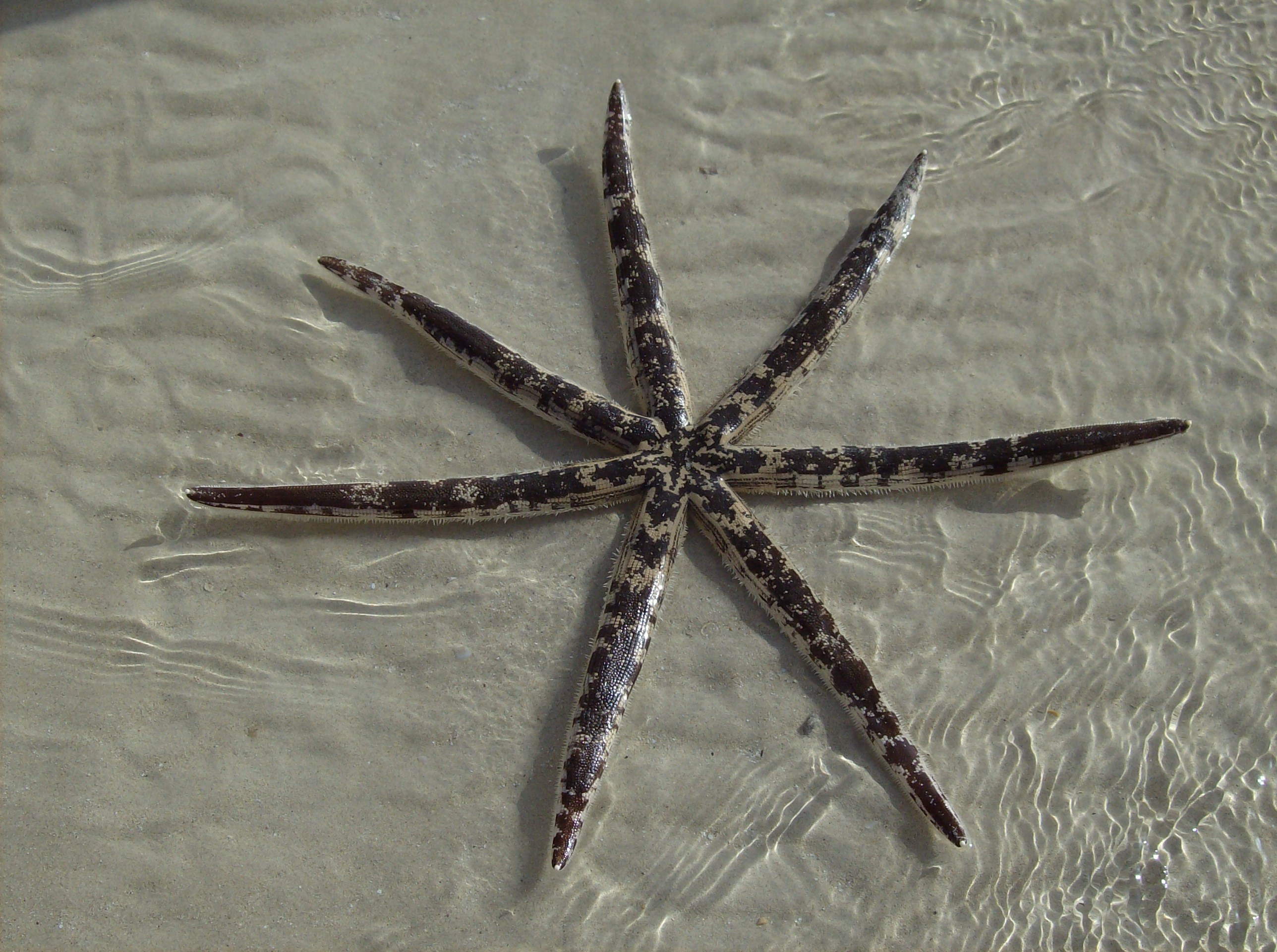
Luidia ciliaris
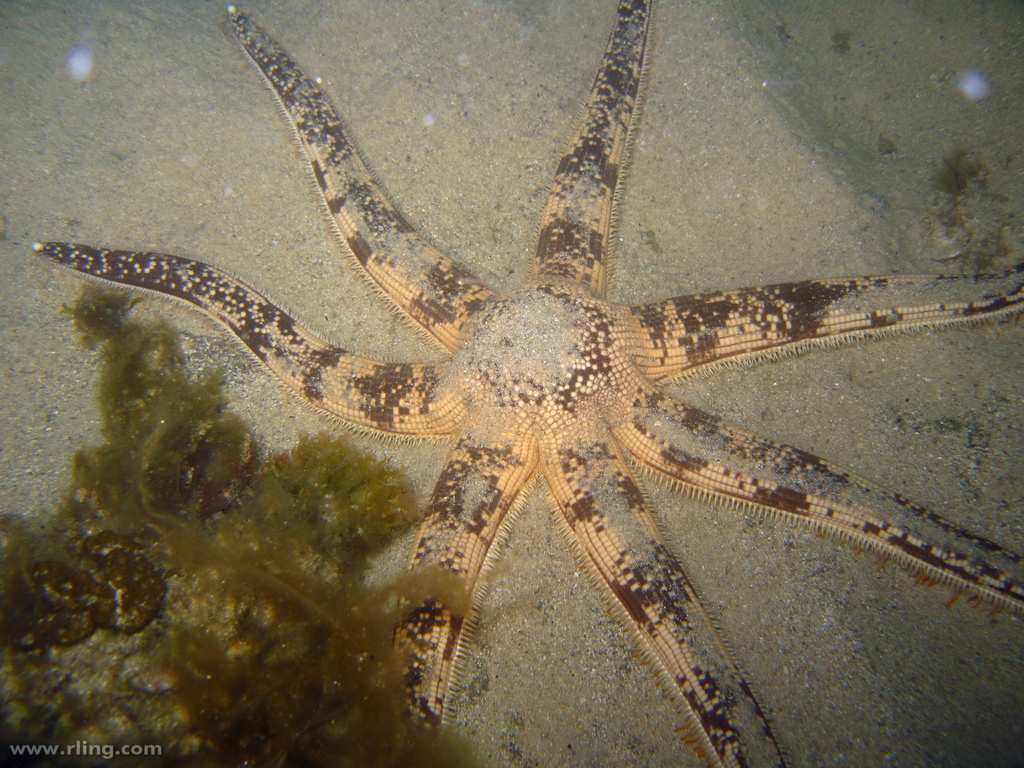
Luidia australiae